# Alexander Mitchell Palmer
Alexander Mitchell Palmer (White Haven, 4 maggio 1872 – Washington, 11 maggio 1936) è stato un politico statunitense.
Fu il 50º procuratore generale degli Stati Uniti sotto il 28º presidente degli Stati Uniti d'America Thomas Woodrow Wilson.

## Biografia

### La carriera politica
Nato a White Haven, in Pennsylvania, da una famiglia agiata, Alexander Mitchell Palmer studiò allo Swarthmore College con William Cameron Sproul, laureandosi in giurisprudenza nel 1893. Divenuto avvocato, Palmer nel 1898 sposò Roberta B. Dixon di Easton del Maryland. La donna morì nel 1922 e l'anno successivo, nel 1923 Palmer sposò Margaret Fallon Burrall.
Dedicatosi fin da subito all'attività politica, nel 1909 venne eletto deputato del Congresso degli Stati Uniti d'America tra le file del Partito Democratico, ricoprendo la carica fino al 1915. Nel 1912 Palmer fece poi parte anche del comitato elettorale di Thomas Woodrow Wilson, all'epoca governatore del New Jersey, che l'anno successivo fu eletto presidente degli Stati Uniti d'America. Appartenente all'ala liberale dei Democratici, al Congresso Palmer sostenne l'azione legislativa per il suffragio elettorale alle donne e i diritti dei sindacati dei lavoratori; quando però, nel 1919, il presidente lo nominò procuratore generale degli Stati Uniti, cambiò radicalmente le sue idee politiche.

### IPalmer Raids
Questo deciso cambio di rotta era dovuto al mutato clima politico instauratosi nel Paese dopo la Rivoluzione russa d'ottobre del 1917, che generò una psicosi collettiva nota come paura rossa (in inglese Red Scare), in cui si credeva che agenti comunisti americani volessero rovesciare il governo federale e instaurare un regime comunista. Per tale motivo, rifacendosi ad attentati anarchici compiuti nel giugno del 1919 e a due leggi federali sui sovversivi, l'Atto sullo spionaggio del 1917 e l'Atto sulla sedizione del 1918, il procuratore generale degli Stati Uniti, insieme al suo assistente particolare John Edgar Hoover, dal 7 novembre di quell'anno si scagliò contro le associazioni anarchiche, socialiste, comuniste e sindacaliste (come l'IWW) con i cosiddetti Palmer Raids: arresti indiscriminati, processi sommari ed espulsioni forzate contro gli obiettivi definiti pericolosi, spesso calpestando le più elementari libertà individuali e principi di giustizia.
Nel corso di queste operazioni di polizia vennero arrestate più di 10.000 persone "sospette", che furono espulse di forza dal Paese. Un fattore di forza della repressione politica fu la disomogeneità delle associazioni politiche e sindacali, spesso formate da immigrati di varia nazionalità (italiani, greci, polacchi, irlandesi, ebrei, finlandesi) che non parlavano e non capivano la lingua inglese, giocando anche sul razzismo che contraddistingueva molti lavoratori WASP. Fu in questo clima di intolleranza e xenofobia che fu intentato il processo contro Sacco e Vanzetti, i due anarchici italiani arrestati per rapina e omicidio i quali, malgrado l'inconsistenza di prove a loro carico, vennero condannati a morte tramite sedia elettrica nel 1920 (la sentenza fu eseguita nel 1927, nonostante la mobilitazione di gran parte dell'opinione pubblica americana ed europea).

### Gli ultimi anni
Quando la temuta rivoluzione in America non si verificò, Palmer fu accusato dai suoi oppositori di aver ignorato e calpestato le libertà individuali dei cittadini americani e di aver pilotato la paura verso il comunismo per ottenere la nomination del Partito Democratico alle elezioni presidenziali del 1920.
Terminata l'amministrazione Wilson nel 1921, Palmer non ottenne la tanto agognata candidatura del suo partito per la presidenza, andata al rivale James M. Cox, che fu sconfitto dal candidato del Partito Repubblicano, Warren G. Harding. Successivamente rimase in disparte, non essendo più una forza trainante all'interno del partito, sebbene nel 1928 avesse sostenuto la campagna elettorale per la candidatura di Al Smith e nel 1932 per quella di Franklin Roosevelt. 
Morì l'11 maggio 1936 a Washington, a 64 anni.